# Febbre d'amore (film)
Febbre d'amore è un film del 1985 diretto da René Cardona Jr..
La pellicola è costruita attorno alla figura del cantante pop Luis Miguel a quei tempi idolo delle adolescenti.

## Trama
Messico. Lucerito una ragazza adolescente con la passione per la musica pop scopre che il suo beniamino, il giovane divo Luis Miguel, sta per esibirsi ad Acapulco. Si reca quindi nella famosa città messicana per assistere all'evento e sogna anche di poter incontrare da vicino il suo idolo. A fine evento riesce ad eludere la sorveglianza e a spingersi fino all'interno dell'abitazione del cantante. A questo punto però le cose si complicano e suo malgrado, la giovane ragazza, diventa vittima di una banda di contrabbandieri di diamanti che la rapiscono. Tenuta sequestrata su un panfilo dai malviventi, Lucerito, è oggetto di trattativa per un riscatto. Il giovane Miguel, senza esitare, si prodiga per liberare da solo la sua ammiratrice.

## Produzione

### Regia
Il regista René Cardona Jr. ai tempi del film era già noto al grande pubblico per aver firmato pellicole come Tintorera (1977), Il triangolo delle Bermude (1978) e Cyclone (1978).

### Attori
- Luis Miguel: Interpreta se stesso portando al cinema il suo personaggio reale che nel 1985 vede uno dei momenti più alti della sua carriera internazionale.
- Lucero: Interpreta la giovane fan Lucerito, nella vita reale ai tempi della realizzazione del film era anche lei una cantante già conosciuta.

## Colonna sonora

### Album
La colonna sonora originale di Febbre d'amore (Fiebre de amor) è stata pubblicata nel 1985 su dischi EMI.

#### Tracce
1. Fiebre de amor
2. Acapulco amor
3. Sin tí, por tí
4. Todo el amor del mundo
5. Este amor
6. Fiebre de amor (Instrumental)
7. Sempre me quedo, sempre me voy
8. Sueños
9. Siempre te seguirè
10. Los muchachos de hoy (Versione spagnola di Noi, ragazzi di oggi composta da Toto Cutugno e Cristiano Minellono)

Brani composti e arrangiati da Luisito Rey e interpretati da Luis Miguel e Lucero.

## Promozione

### Slogan
"L'idolo dei ragazzi di oggi" è la frase inserita sulle locandine cinematografiche per pubblicizzare il film. Il riferimento è alla celebre canzone "Noi, ragazzi di oggi" presentata, con successo, quell'anno da Luis Miguel al 35º Festival di Sanremo.

## Distribuzione
Il film è stato distribuito nelle sale cinematografiche italiane il 22 novembre del 1985.